# 木山島
木山島（日语：きやまじま）是日本薩南諸島的一部分，奄美群島在太平洋的無人島，位於請島的旁邊，行政上歸屬鹿兒島縣大島郡瀨戶內町。
它被稱為「火耕之島」，周圍有很多潛水、釣魚熱點及沙灘，亦可在島上露營。